# Wolfsmilch
Wolfsmilch (Euphorbia, umgangssprachlich Euphorbien) ist eine Pflanzengattung innerhalb der Familie der Wolfsmilchgewächse (Euphorbiaceae). Sie ist die einzige Gattung in der Untertribus Euphorbiinae. Nach der Gattung Tragant (Astragalus) ist die Gattung die zweitartenreichste Gattung der Blütenpflanzen.

## Beschreibung

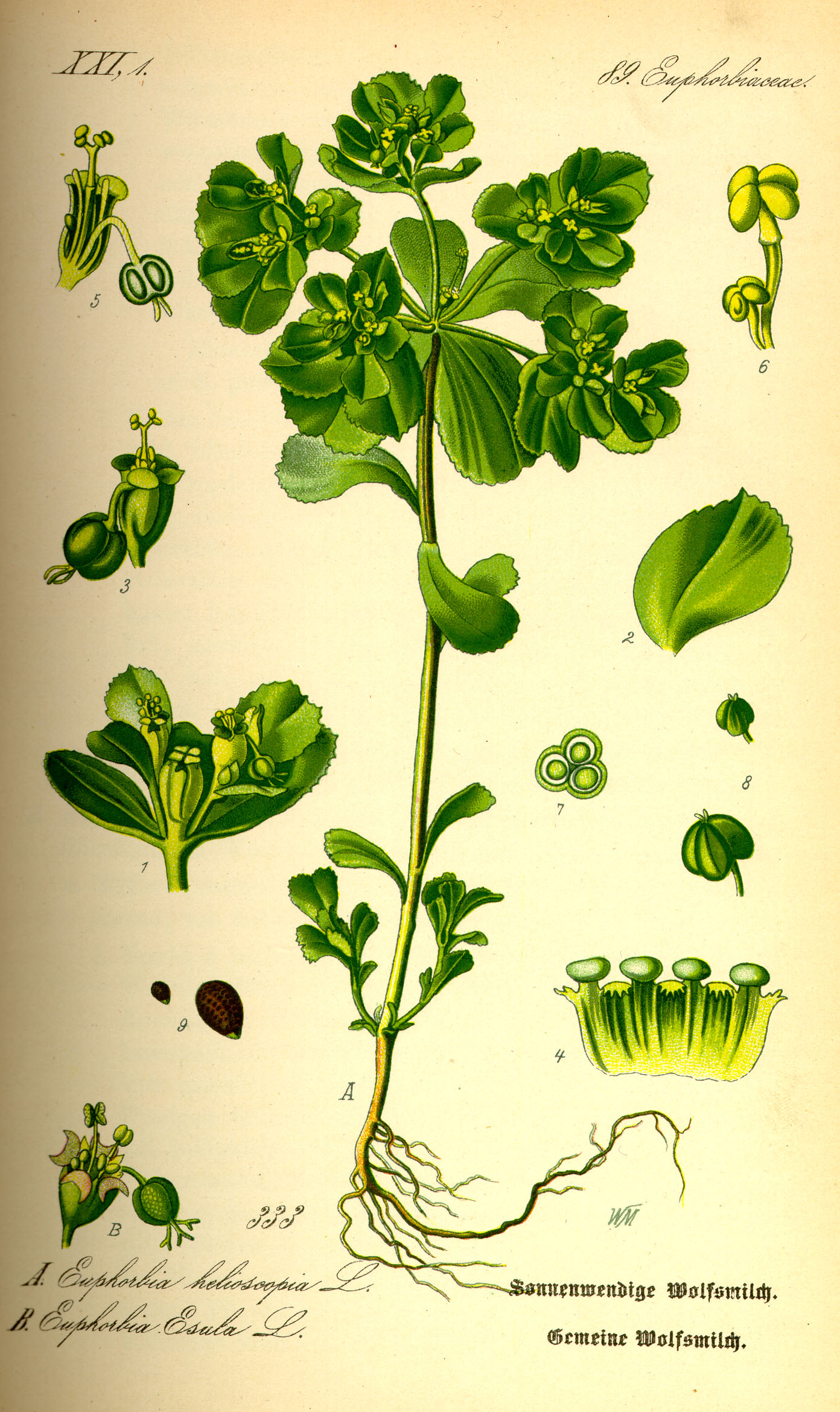
Sonnwend-Wolfsmilch (Euphorbia helioscopia), Illustration: A Blühende Pflanze, B Cyathium mit männlichen Blüten und weiblicher Blüte, eine unreife Frucht tragend, auf gebogenem Pedicel, 1 Cymöser Blütenstand mit Brakteen, 2 Blatt, 3 wie B, 4 Aufgeschnittenes, abgerolltes Involukrum mit Nektardrüsen und Zipfeln der Brakteolen, 5 Frontaler Schnitt durch 3, 6 Unreife männliche Blüten, 7 Horizontaler Schnitt durch die Frucht, 8 Früchte, 9 Samen.

### Vegetative Merkmale
Euphorbia-Arten bilden einjährige oder ausdauernde, überwiegend krautige Pflanzen oder verholzende Sträucher oder Bäume. Fast die Hälfte der Arten ist xerophytisch und dann häufig deutlich sukkulent, entweder dornig oder unbewehrt. Alle Arten haben einen ätzenden, giftigen Milchsaft, der in der Regel weiß, in seltenen Fällen gelb ist.
Die Wurzeln können faserig, dick und fleischig oder knollig sein. Die Sprossachse (also der Haupttrieb) und meistens auch Seitentriebe der sukkulenten Arten sind dickfleischig.
Die Laubblätter sind gegenständig, wechselständig oder stehen in Wirteln. Bei sukkulenten Arten sind die Blätter häufig sehr klein, schnell hinfällig und nur im Neutrieb erkennbar. Die Nebenblätter sind meistens klein und teils zu Dornen umgewandelt, drüsig oder völlig reduziert.

### Blütenstände und Blüten
Alle Euphorbia-Arten besitzen eingeschlechtige Blüten. Es gibt sowohl ein- (monözische) als auch zweihäusige (diözische) getrenntgeschlechtige Arten. Die Blüten sind extrem reduziert und bestehen bei der weiblichen Blüte aus dem nackten Fruchtknoten mit dreiteiliger Narbe, bei der männlichen Blüte aus einem einzelnen Staubblatt. Jeweils eine weibliche Blüte und meist fünf Gruppen von männlichen Blüten sind in einer Cyathium genannten Scheinblüte zusammengefasst. Die fehlenden echten Blütenblätter werden durch auffallende Nektardrüsen des Cyathiums, blütenblattartige Anhängsel der Nektardrüsen oder blütenblattartige Hochblätter ersetzt. Bei eher ursprünglichen und nicht sukkulenten Arten sind die Cyathien meist in endständigen, mehrstrahligen Trugdolden angeordnet. Bei stark sukkulenten Arten stehen die Cyathien meist in seitenständigen und stark reduzierten Blütenständen.

### Früchte und Samen
Die dreilappigen, selten auch zweilappigen Kapselfrüchte verholzen fast immer bis zur Reife und reißen dann explosiv auf (Ballochorie). Die so mehrere Meter weit geschleuderten Samen sind vierkantig, eiförmig oder kugelig und tragen nicht selten ein Caruncula genanntes Anhängsel.

### Milchsaft

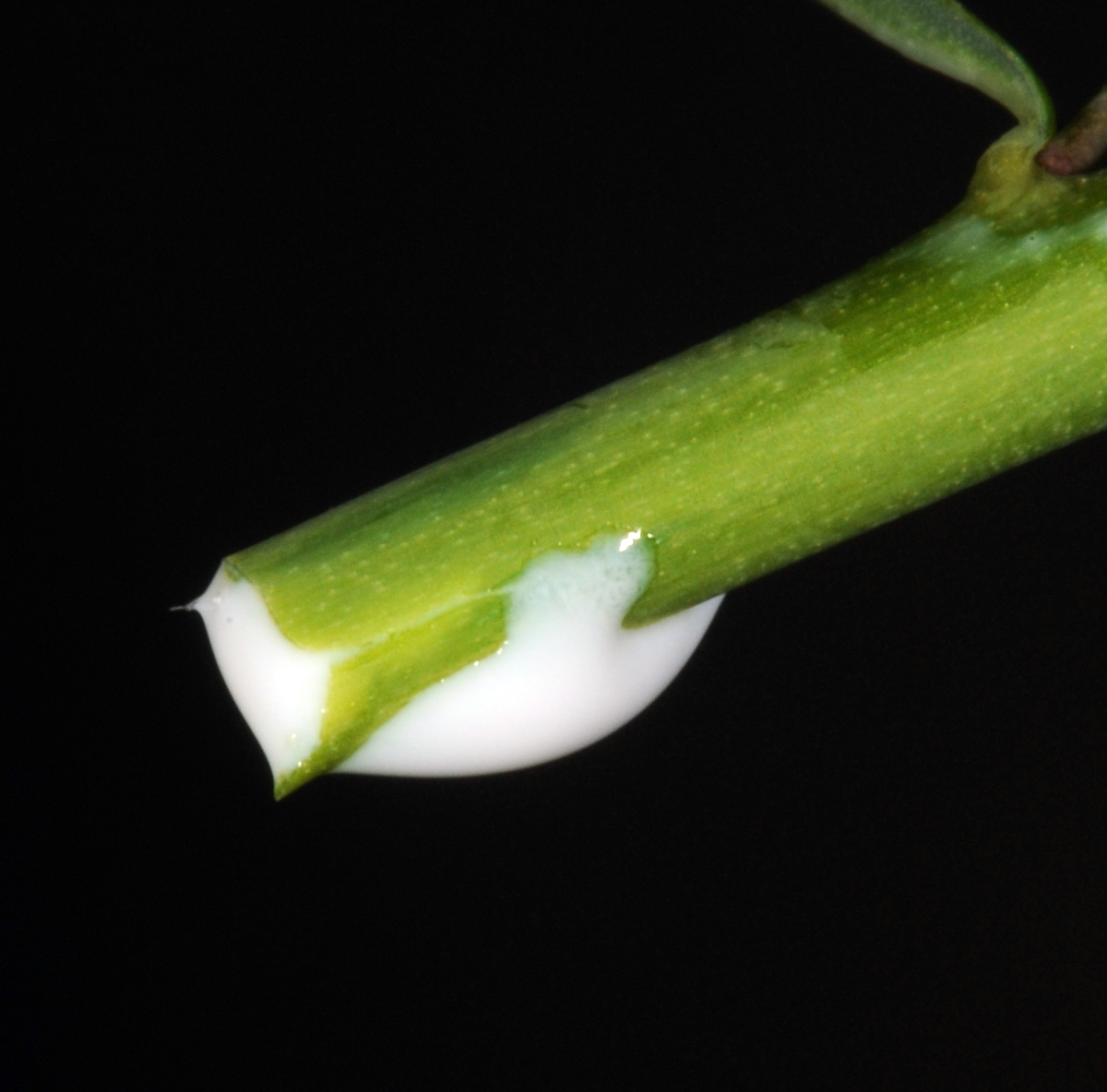
Austretender Milchsaft „Wolfsmilch“

Der Milchsaft von Euphorbien tritt schon bei kleinen Verletzungen aus und gerinnt bei Luftkontakt innerhalb weniger Minuten. Er enthält eine Vielzahl von Di- und Triterpenestern, deren Zusammensetzung sich artspezifisch unterscheidet. Aufgrund dieser Terpenester ist der Milchsaft je nach Art gering bis sehr stark ätzend sowie hautreizend, was insbesondere an den Schleimhäuten (Augen, Nase, Mund) Entzündungen hervorrufen kann, die starke Schmerzen verursachen. Im Tierversuch wurde festgestellt, dass der Terpenester Resiniferatoxin eine 10.000- bis 100.000-fach stärkere Reizwirkung als Capsaicin besitzt. Auch eine tumorfördernde Wirkung der Terpenester wurde beobachtet.

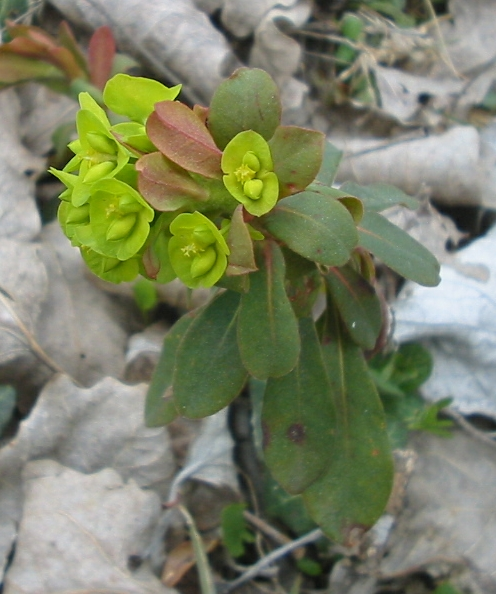
Mandelblättrige Wolfsmilch (Euphorbia amygdaloides)

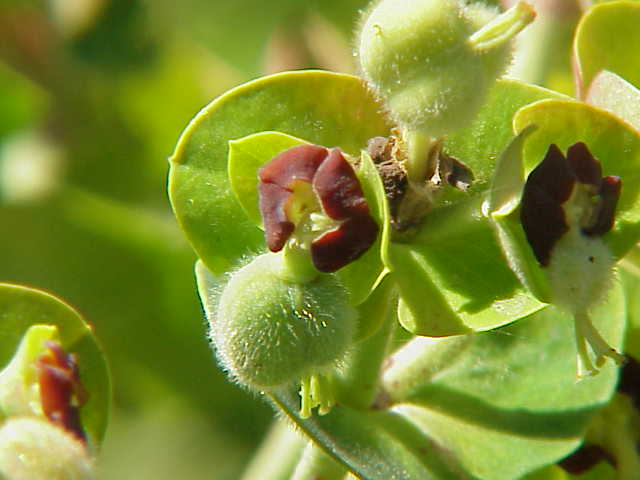
Palisaden-Wolfsmilch (Euphorbia characias): von Hochblättern umgebene Cyathien

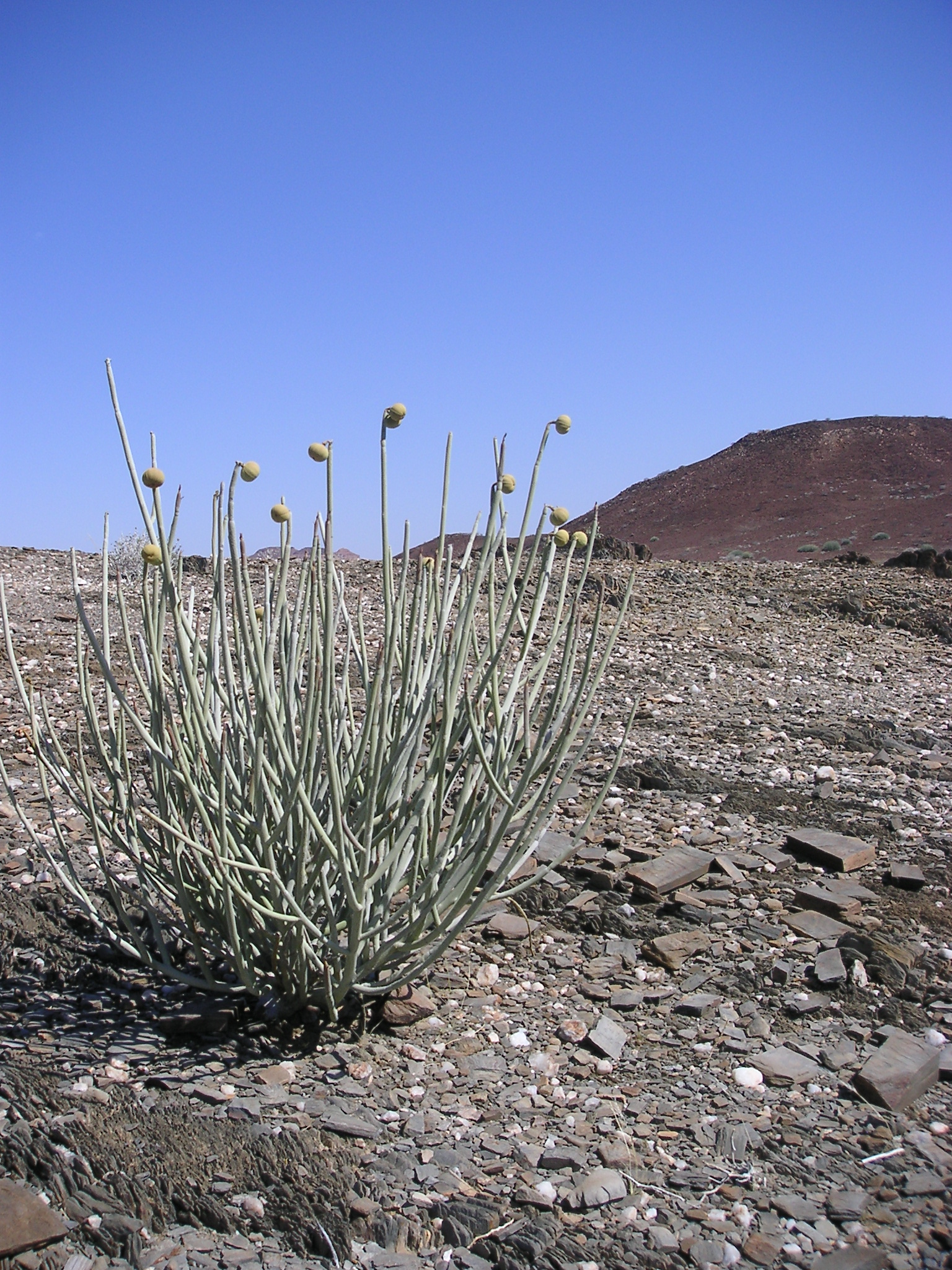
Damara-Milchbusch (Euphorbia damarana)

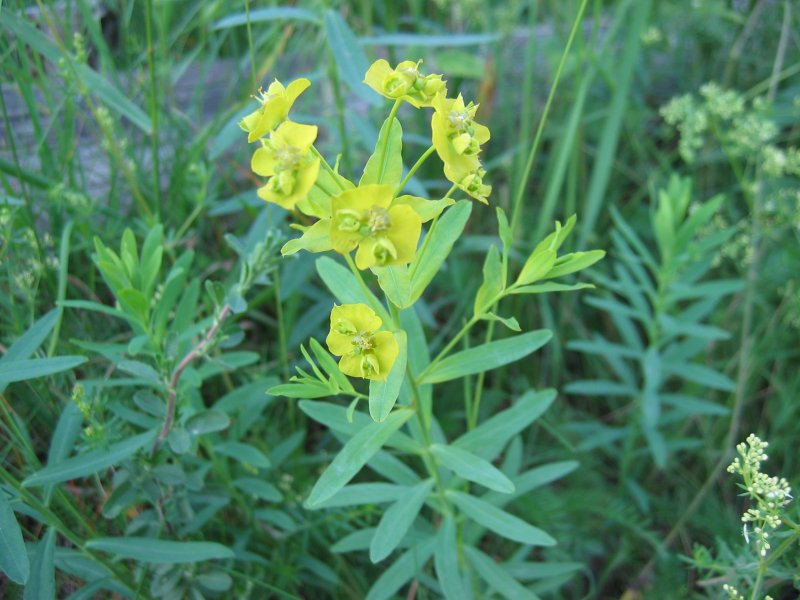
Esels-Wolfsmilch (Euphorbia esula)

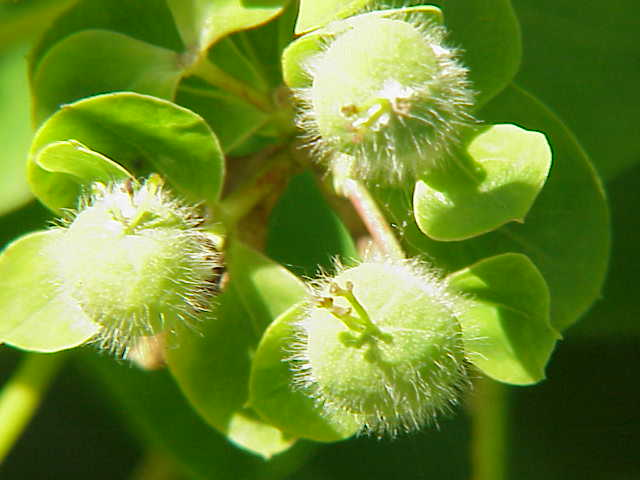
Süße Wolfsmilch (Euphorbia dulcis), haarige Früchte

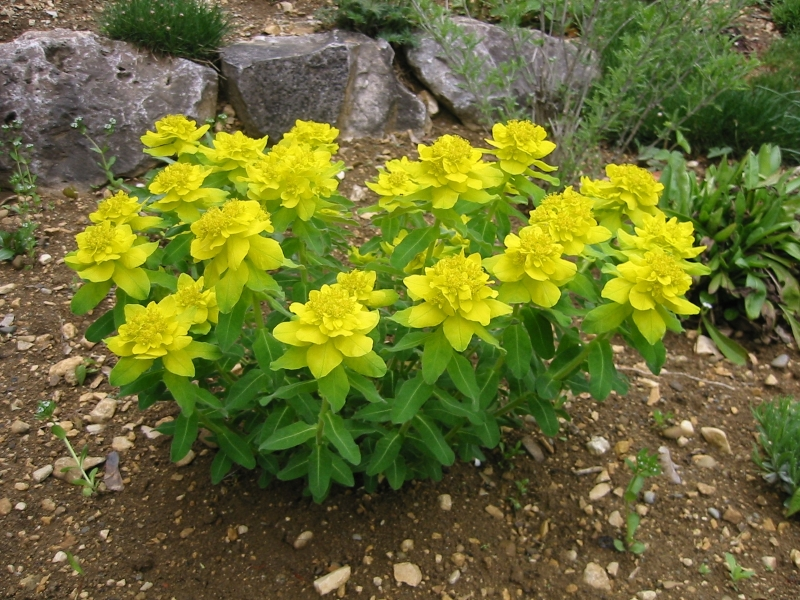
Vielfarbige Wolfsmilch (Euphorbia epithymoides)

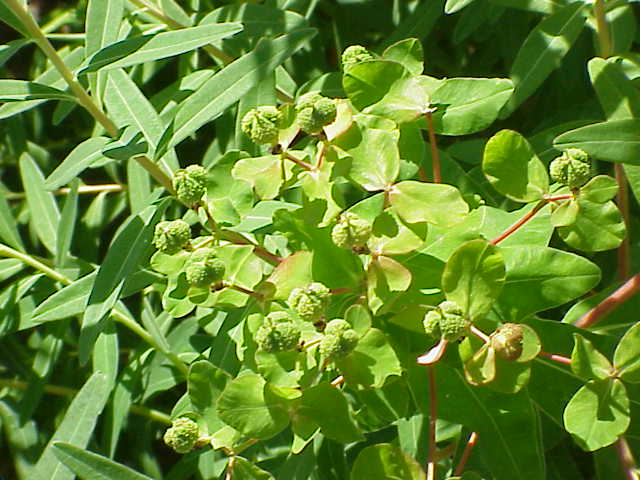
Sumpf-Wolfsmilch (Euphorbia palustris) (dreiteilige Fruchtknoten)

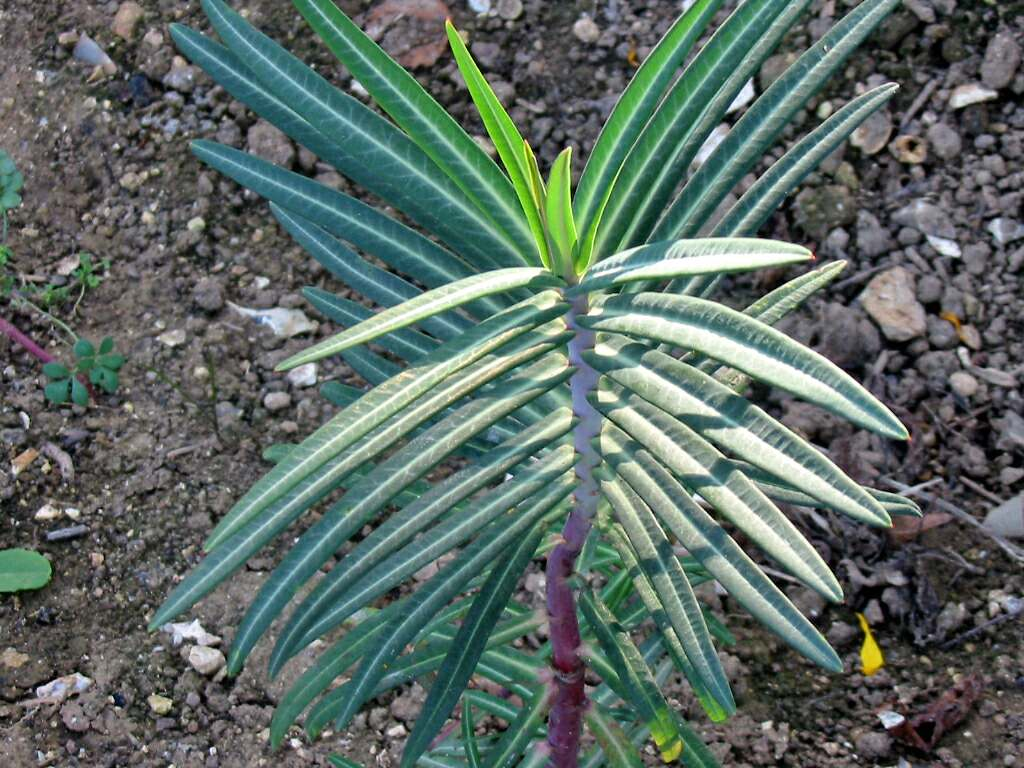
Kreuzblättrige Wolfsmilch (Euphorbia lathyris)

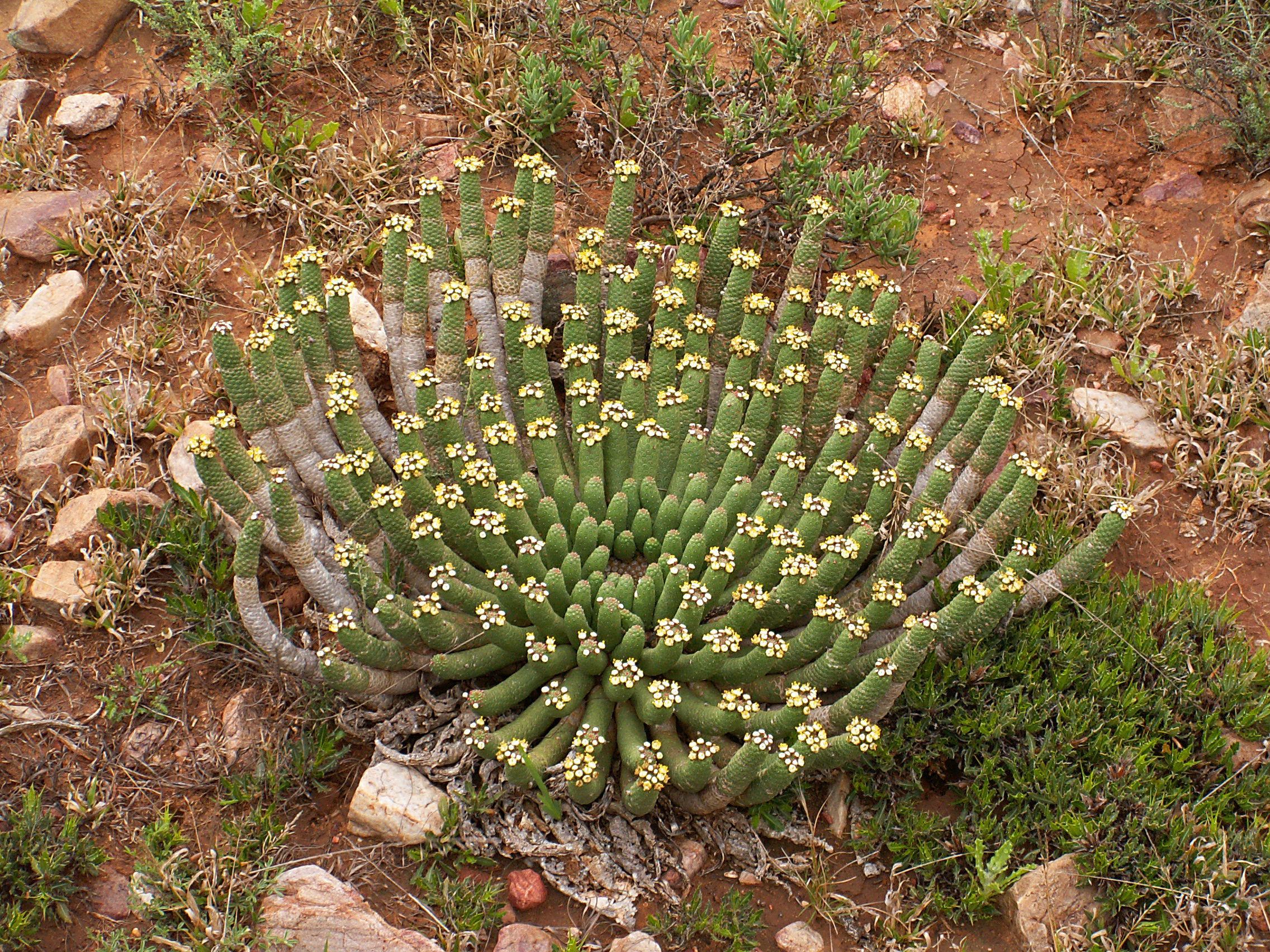
Euphorbia esculenta

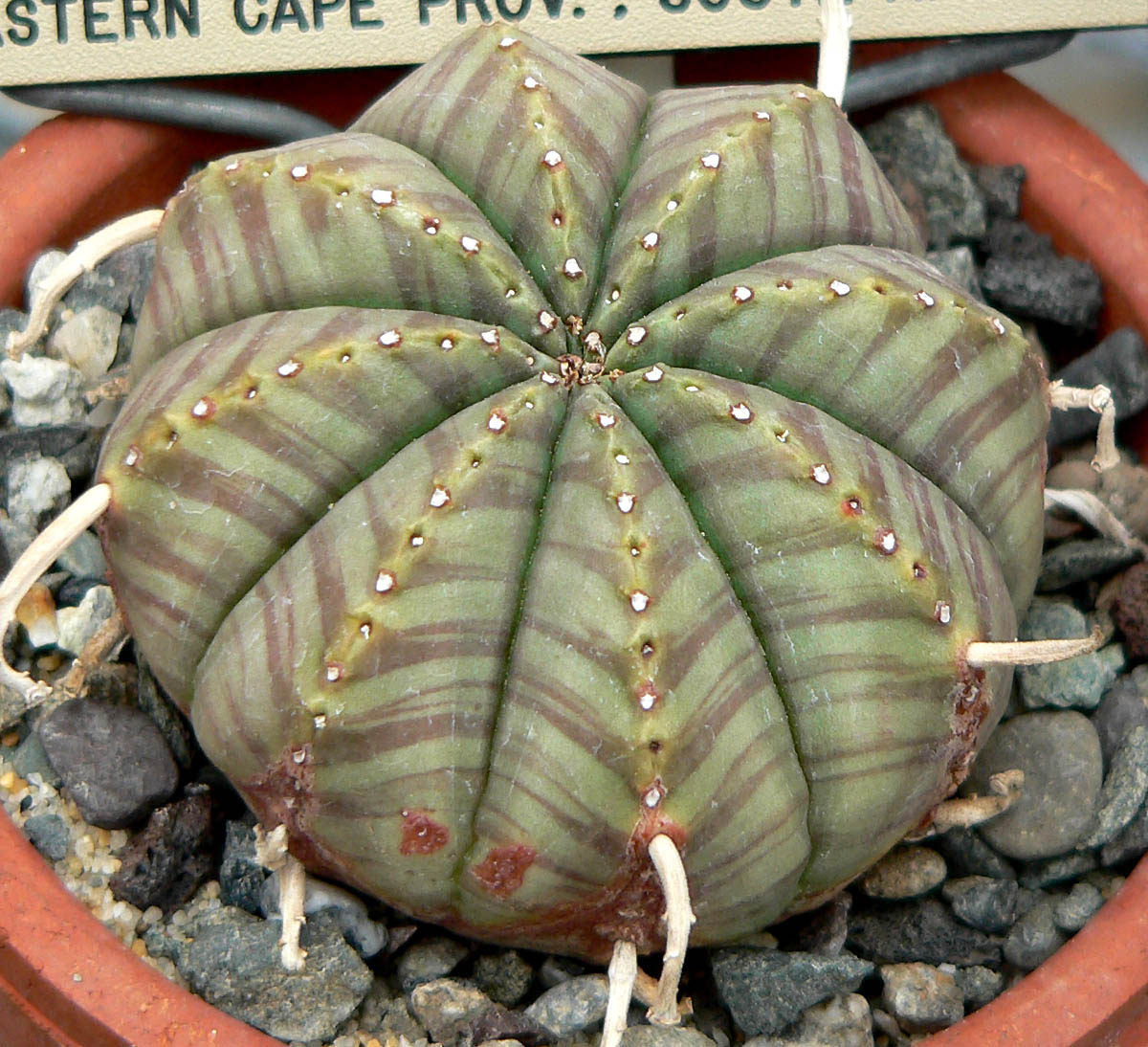
Euphorbia meloformis

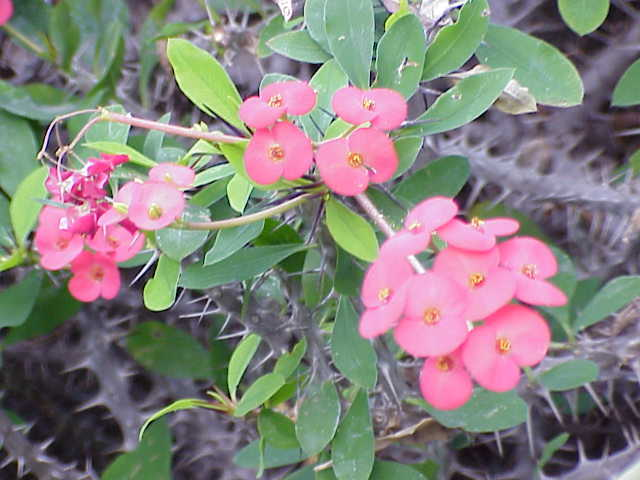
Christusdorn
(Euphorbia milii)

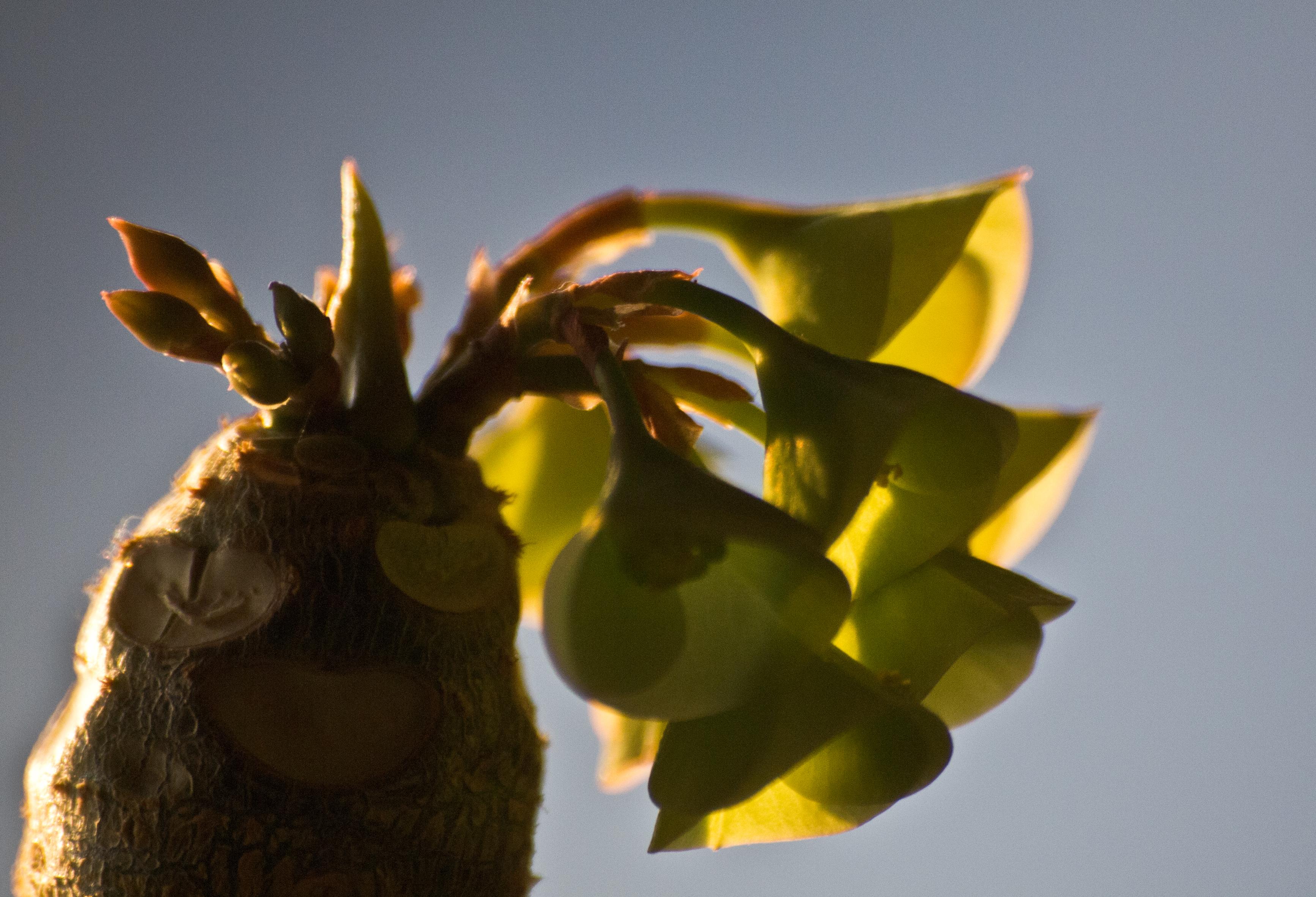
Blütenstand der sukkulenten Euphorbia millotii aus Madagaskar

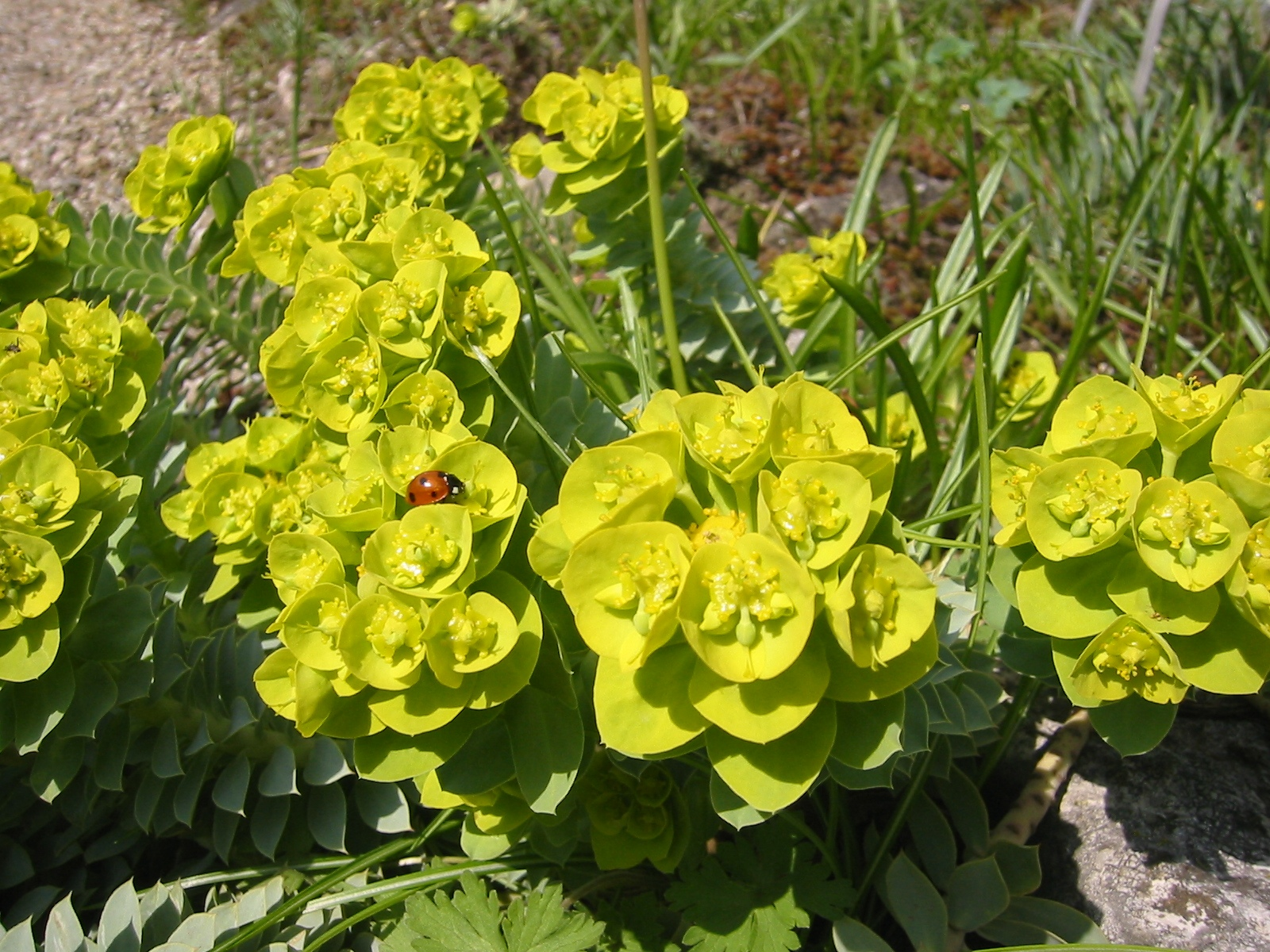
Walzen-Wolfsmilch
(Euphorbia myrsinites)

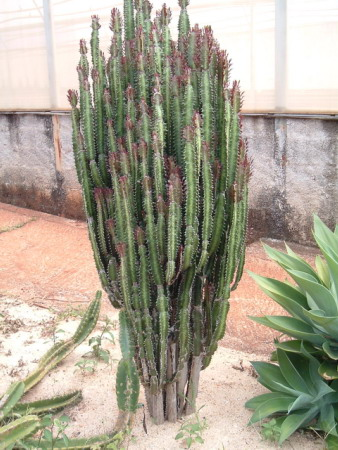
Dreikantige Wolfsmilch
(Euphorbia trigona)

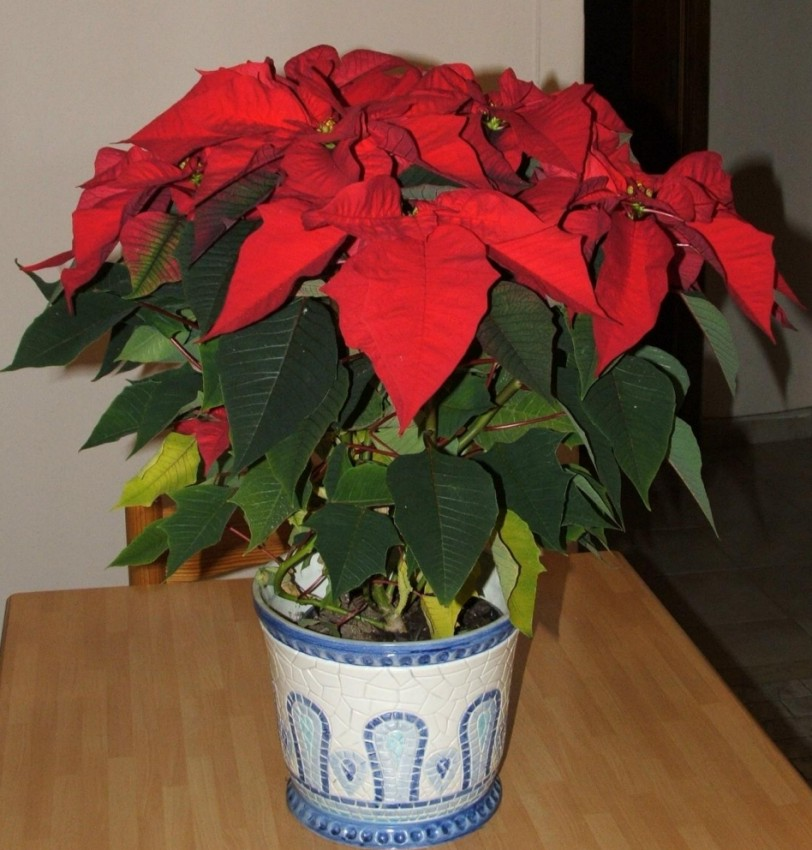
Weihnachtsstern (Euphorbia pulcherrima), eine beliebte Zimmerpflanze und in den Tropen in vielen Parks und Gärten

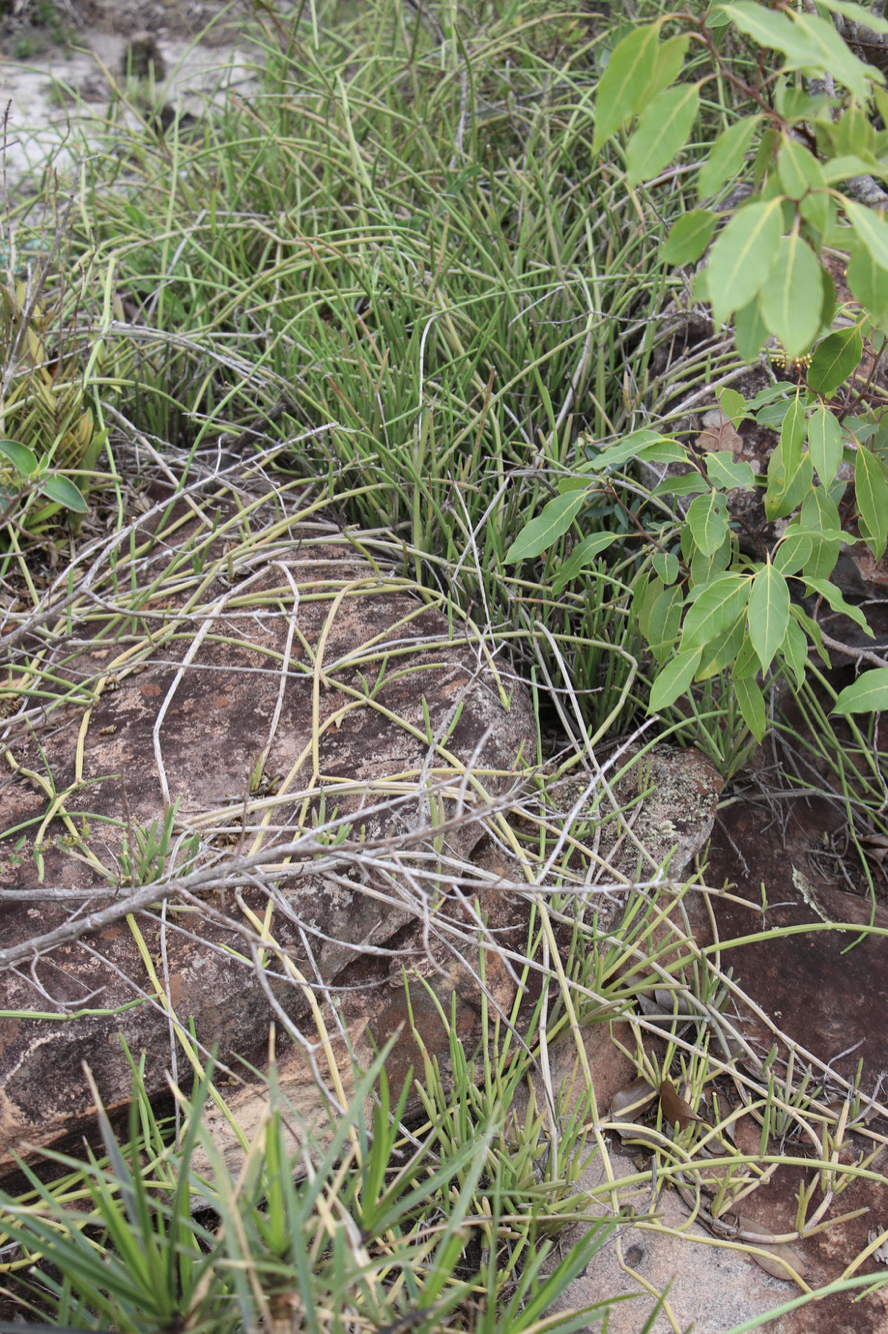
Euphorbia sobolifera, mit peitschenförmigen Trieben, ein erst 2019 entdeckter Endemit aus dem brasilianischen Bundesstaat Bahia

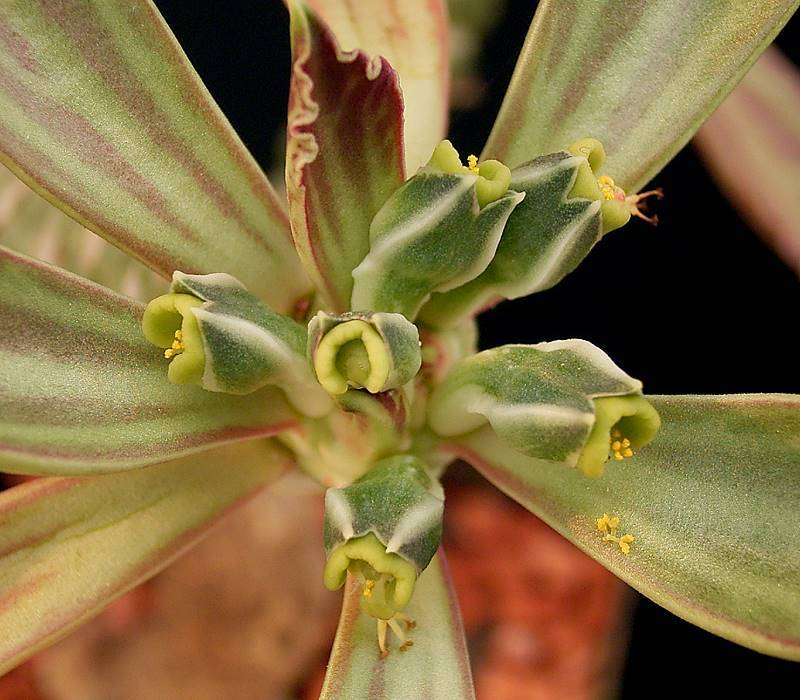
Blütenstand von Euphorbia yattana

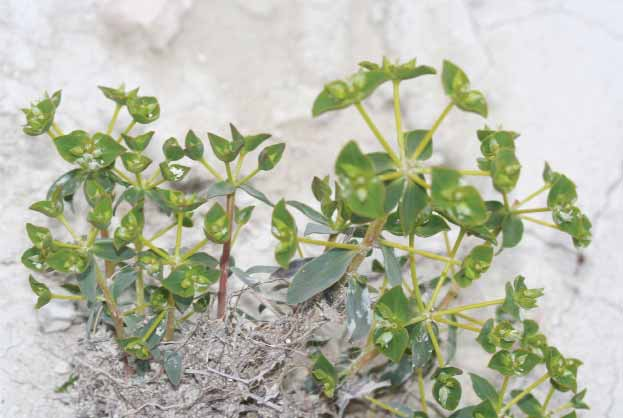
Euphorbia yildirimlii

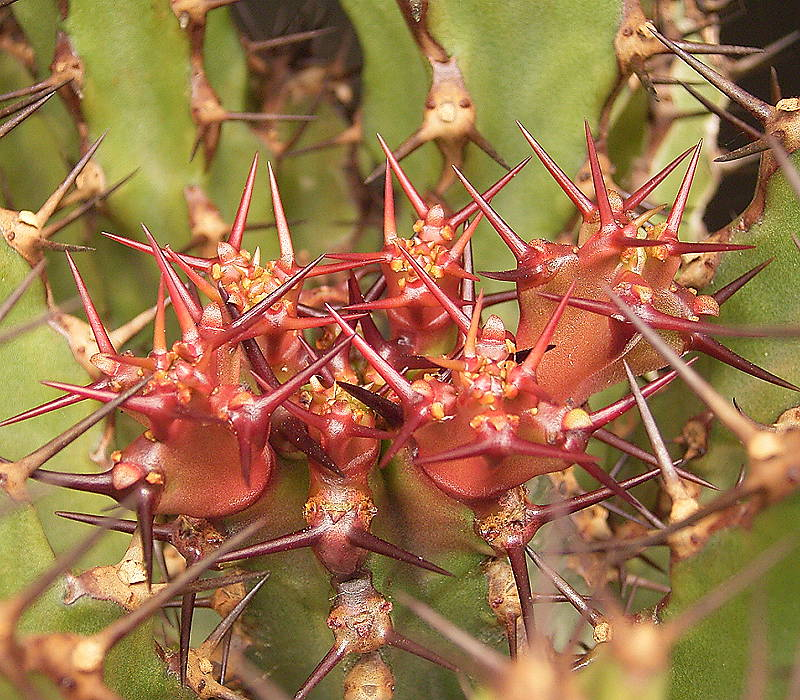
Euphorbia zoutpansbergensis

## Verbreitung
Von den vier Untergattungen der Gattung Wolfsmilch kommt die nominotypische Untergattung Euphorbia subg. Euphorbia weit verbreitet in den Tropen und Subtropen vor; Euphorbia subg. Athymalus kommt in ariden Gebieten auf der Arabischen Halbinsel, in Afrika, auf Madagaskar und auf den Kanarischen Inseln vor; Euphorbia subg. Chamaesyce findet man vor allem auf dem amerikanischen Doppelkontinent mit einem Schwerpunkt im gemäßigten Nordamerika und Euphorbia subg. Esula kommt vor allem im Mittelmeerraum, im Nahen Osten, in Zentralasien und mit wenigeren Arten im übrigen Europa, Afrika, im Indo-pazifischen Raum und in Amerika vor.

## Systematik

### Taxonomie
Der Gattungsname Euphorbia, von Altgriechischen Sprache euphórbion, leitet sich vermutlich von Euphorbos, einem Leibarzt des Königs Juba II., von Mauretanien her.
Der wissenschaftliche Name Euphorbia wurde dieser Gattung durch Linné 1753 zugeordnet. Die Typusart ist Euphorbia antiquorum L.

### Innere Systematik
Euphorbia gliedert sich nach Bruyns et al. 2006  in vier Untergattungen:
- Euphorbia subg. Chamaesyce Raf.[8] – ca. 570 Arten
  - Euphorbia sect. Espinosae Pax & K.Hoffm.
  - Euphorbia sect. Articulofruticosae Bruyns
  - Euphorbia sect. Cheirolepidium Boiss.
  - Euphorbia sect. Eremophyton Boiss.
  - Euphorbia sect. Scatorhizae Y.Yang & P.E.Berry
  - Euphorbia sect. Denisiae T.Haevermans & X.Aubriot
  - Euphorbia sect. Bosseriae T.Haevermans & X.Aubriot
  - Euphorbia sect. Plagianthae T.Haevermans & X.Aubriot
  - Euphorbia sect. Frondosae Bruyns
  - Euphorbia sect. Tenellae Pax & K.Hoffm.
  - Euphorbia sect. Gueinziae Riina
  - Euphorbia sect. Crossadenia Boiss.
    - Euphorbia subsect. Apparicianae Riina
    - Euphorbia subsect. Sarcodes Riina

  - Euphorbia sect. Anisophyllum Roep.
    - Euphorbia subsect. Acutae Boiss.
    - Euphorbia subsect. Hypericifoliae Boiss.

  - Euphorbia sect. Poinsettia (Graham) Baill.
    - Euphorbia subsect. Lacerae Y.Yang & P.E.Berry
    - Euphorbia subsect. Erianthae Y.Yang & P.E.Berry
    - Euphorbia subsect. Exstipulatae Y.Yang & P.E.Berry
    - Euphorbia subsect. Stormieae Croizat

  - Euphorbia sect. Alectoroctonum (Schltdl.) Baill.
  - Euphorbia sect. Hainanensis X.M.Tian, Q.Y.Wang & Y.F.Zhou[13]

- Euphorbia subg. Euphorbia[6] – ca. 660 Arten
  - Euphorbia sect. Pacificae Dorsey
  - Euphorbia sect. Tanquahuete V.W.Steinm. & Dorsey
  - Euphorbia sect. Cubanthus (Boiss.) V.W.Steinm. & P.E.Berry
    - Euphorbia subsect. Cubanthus V.W.Steinm. & P.E.Berry
    - Euphorbia subsect. Moa V.W.Steinm. & P.E. Berry

  - Euphorbia sect. Lactifluae Dorsey & V.W.Steinm.
  - Euphorbia sect. Mesophyllae V.W.Steinm. & Dorsey
  - Euphorbia sect. Euphorbiastrum (Klotzsch & Garcke) Boiss.
  - Euphorbia sect. Calyculatae V.W.Steinm. & Dorsey
  - Euphorbia sect. Portulacastrum Boiss.
  - Euphorbia sect. Nummulariopsis Boiss.
  - Euphorbia sect. Crepidaria (Haw.) Baill.
  - Euphorbia sect. Stachydium Boiss.
  - Euphorbia sect. Brasilienses V.W.Steinm. & Dorsey
  - Euphorbia sect. Pachysanthae X.Aubriot & Haev.
  - Euphorbia sect. Pervilleanae Haev. & X.Aubriot
  - Euphorbia sect. Tirucalli Boiss.
  - Euphorbia sect. Rubellae Dorsey
  - Euphorbia sect. Goniostema Baill. ex Boiss.
  - Euphorbia sect. Deuterocalli Croizat
  - Euphorbia sect. Denisophorbia (Leandri) Croizat
  - Euphorbia sect. Monadenium (Pax) Bruyns
  - Euphorbia sect. Euphorbia

- Euphorbia subg. Esula Pers.[9] – ca. 460 Arten
  - Euphorbia sect. Lathyris Dumort.
  - Euphorbia sect. Lagascae Lázaro
  - Euphorbia sect. Holophyllum (Prokh.) Prokh.
  - Euphorbia sect. Helioscopia Dumort.
  - Euphorbia sect. Myrsiniteae (Boiss.) Lojac.
  - Euphorbia sect. Pithyusa (Raf.) Lázaro
  - Euphorbia sect. Sclerocyathium (Prokh.) Prokh.
  - Euphorbia sect. Calyptratae Geltman
  - Euphorbia sect. Chylogala (Fourr.) Prokh.
  - Euphorbia sect. Szovitsiae Geltman
  - Euphorbia sect. Patellares (Prokh.) Frajman
  - Euphorbia sect. Herpetorrhizae (Prokh.) Prokh.
    - Euphorbia subsect. Aucheriae Geltman & Pahlevani
    - Euphorbia subsect. Oppositifoliae Boiss.

  - Euphorbia sect. Guyonianae Molero & Riina
  - Euphorbia sect. Pachycladae (Boiss.) Tutin
  - Euphorbia sect. Biumbellatae Molero & Riina
  - Euphorbia sect. Exiguae (Geltman) Riina & Molero
  - Euphorbia sect. Aphyllis Webb & Berthel.
    - Euphorbia subsect. Macaronesicae Molero & Barres
    - Euphorbia subsect. Africanae Molero & Barres

  - Euphorbia sect. Paralias Dumort.
  - Euphorbia sect. Tithymalus (Gaertn.) Roep.
  - Euphorbia sect. Arvales (Geltman) Geltman
  - Euphorbia sect. Esula (Pers.) Dumort.

- Euphorbia subg. Athymalus Neck. ex Rchb.[7] (Syn.: Euphorbia subg. Rhizanthium (Boiss.) Wheeler) – ca. 150 Arten
  - Euphorbia sect. Antso P.E.Berry
  - Euphorbia sect. Pseudacalypha Boiss.
  - Euphorbia sect. Lyciopsis Boiss.
  - Euphorbia sect. Crotonoides Bruyns & P.E.Berry
  - Euphorbia sect. Somalica S.Carter
  - Euphorbia sect. Anthacanthae Lem.
    - Euphorbia subsect. Platycephalae Bruyns
    - Euphorbia subsect. Florispinae Haw.
      - Euphorbia ser. Hystrix Bruyns
      - Euphorbia ser. Meleuphorbia (A.Berger) Bruyns
      - Euphorbia ser. Rhizanthium (Boiss.) Bruyns
      - Euphorbia ser. Treisia (Haw.) Bruyns

    - Euphorbia subsect. Dactylanthes (Haw.) Pax & K.Hoffm.
    - Euphorbia subsect. Pseudeuphorbium Pax
    - Euphorbia subsect. Medusea (Haw.) Pax & K.Hoffm.

### Ausgewählte Arten und ihre Verbreitung

#### Mitteleuropa
In Mitteleuropa kommen u. a. folgende Arten vor:
- Mandelblättrige Wolfsmilch (Euphorbia amygdaloides L.)
- Kanten-Wolfsmilch (Euphorbia angulata Jacq.): Sie kommt in Europa von Spanien bis zur Ukraine vor, fehlt aber im Norden und im Westen.[15]
- Österreichische Wolfsmilch (Euphorbia austriaca A.Kern.)
- Krainer Wolfsmilch (Euphorbia carniolica Jacq.)
- Zypressen-Wolfsmilch (Euphorbia cyparissias L.)
- Süße Wolfsmilch (Euphorbia dulcis L.)
- Vielfarbige Wolfsmilch (Euphorbia epithymoides L.)
- Esels-Wolfsmilch (Euphorbia esula L.)
- Kleine Wolfsmilch (Euphorbia exigua L.)
- Sichelblättrige Wolfsmilch (Euphorbia falcata L.)
- Querfurchige Wolfsmilch (Euphorbia glyptosperma Engelm.): Sie kommt ursprünglich in Nordamerika vor und ist in Südamerika und Europa ein Neophyt.[16] In Mitteleuropa wurde sie sehr selten beobachtet; sie kommt in Niederösterreich und kam früher in Basel vor.[17]
- Sonnwend-Wolfsmilch (Euphorbia helioscopia L.)
- Niederliegende Wolfsmilch (Euphorbia humifusa Willd.): Sie kommt ursprünglich in der Ukraine und in Asien vor.[16] Im übrigen Europa ist sie ein Neophyt. Sie kommt unbeständig oder eingebürgert vor in Deutschland, Österreich, in der Schweiz, im Elsass und in Südtirol.[17]
- Kreuzblättrige Wolfsmilch (Euphorbia lathyris L.)
- Glänzende Wolfsmilch (Euphorbia lucida Waldst. & Kit.)
- Gefleckte Wolfsmilch (Euphorbia maculata L.)
- Weißrand-Wolfsmilch (Euphorbia marginata Pursh)
- Walzen-Wolfsmilch oder Myrten-Wolfsmilch (Euphorbia myrsinites L.)
- Nickende Wolfsmilch (Euphorbia nutans Lag.): Sie kommt ursprünglich in Nord-, Mittel- und Südamerika vor und ist in Europa, Asien, Neuseeland und in Marokko ein Neophyt.[16] In Mitteleuropa wurde sie beobachtet in Deutschland, der Schweiz, Kärnten, in der Steiermark, und in Südtirol.[17]
- Sumpf-Wolfsmilch (Euphorbia palustris L.)
- Meerstrand-Wolfsmilch (Euphorbia peplis L.): Sie kommt an Küsten in Südeuropa, in Mittel- und Osteuropa, in Nordafrika und in Vorderasien vor.[16] In Mitteleuropa wurde sie in Tschechien und in Baden-Württemberg beobachtet.[17]
- Garten-Wolfsmilch (Euphorbia peplus L.)
- Breitblättrige Wolfsmilch (Euphorbia platyphyllos L.)
- Liegende Wolfsmilch oder Ungefleckte Wolfsmilch[17] (Euphorbia prostrata Aiton)[18]: Sie kommt ursprünglich in Nord-. Mittel- und Südamerika vor und ist in Asien, Europa, Afrika und Australien ein Neophyt.[16] In Mitteleuropa kommt sie beispielsweise eingebürgert vor in Baden-Württemberg und in Hessen.[17]
- Weidenblättrige Wolfsmilch (Euphorbia salicifolia Host)
- Felsen-Wolfsmilch (Euphorbia saxatilis Jacq.)
- Saat-Wolfsmilch (Euphorbia segetalis L.)
- Steppen-Wolfsmilch (Euphorbia seguieriana Necker)
- Schlängel-Wolfsmilch (Euphorbia serpens Kunth): Sie kommt ursprünglich in Nord-, Mittel- und in Südamerika vor und ist in Europa, Afrika, Asien und Australien ein Neophyt.[16] In Deutschland kommt sie in Bayern, Baden-Württemberg und Hessen vor.[17]
- Steife Wolfsmilch (Euphorbia stricta L.)
- Warzen-Wolfsmilch (Euphorbia verrucosa L.)

#### Weitere Arten
Hier eine Auswahl weiterer Arten:
- Euphorbia aaron-rossii A.H.Holmgren & N.H.Holmgren: Sie kommt in Arizona im Marble Canyon und im Grand Canyon vor.[19]
- Euphorbia abdelkuri Balf. f.
- Euphorbia abyssinica J.F.Gmel.
- Euphorbia acervata S.Carter
- Euphorbia actinoclada S.Carter
- Dornbusch-Wolfsmilch (Euphorbia acanthothamnos Heldr. & Sartori ex Boiss.)
- Euphorbia adenochila S.Carter
- Euphorbia adjurana P.R.O.Bally & S.Carter
- Euphorbia aequoris N.E.Br.
- Euphorbia aeruginosa Schweick.
- Euphorbia aggregata A.Berger
- Euphorbia alata Hook.
- Euphorbia albertensis N.E.Br.
- Euphorbia albipollinifera L.C.Leach
- Euphorbia alcicornis Baker
- Euphorbia aleppica L.
- Euphorbia alfredii Rauh
- Euphorbia amarifontana N.E.Br.
- Euphorbia ambarivatoensis Rauh & Bard.-Vauc.
- Euphorbia ambovombensis Rauh & Razaf.
- Euphorbia ambroseae L.C.Leach
- Euphorbia ammak Schweinf.
- Euphorbia ampliphylla Pax
- Euphorbia analalavensis Leandri
- Euphorbia analavelonensis Rauh & Mangelsdorff
- Euphorbia angrae N.E.Br.
- Euphorbia angularis Klotzsch
- Euphorbia angustiflora Pax
- Euphorbia ankarensis Boiteau
- Euphorbia ankazobensis Rauh & Hofstätter
- Euphorbia annamarieae Rauh
- Euphorbia anoplia Stapf
- Euphorbia antiquorum L.
- Euphorbia antisyphilitica Zucc.
- Euphorbia antso Denis
- Blattlose Wolfsmilch (Euphorbia aphylla Brouss. ex Willd.)
- Euphorbia appariciana Rizzini
- Euphorbia applanata Thulin & Al-Gifri
- Euphorbia arahaka Poiss.
- Euphorbia arbuscula Balf.f.
- Euphorbia arceuthobioides Boiss.
- Euphorbia arida N.E.Br.
- Euphorbia aspericaulis Pax
- Euphorbia asthenacantha S.Carter
- Euphorbia astrophora Marx
- Euphorbia atoto G.Forst.
- Euphorbia atrispina N.E.Br.
- Euphorbia atrocarmesina L.C.Leach
- Euphorbia atroflora S.Carter
- Dunkelpurpurrote Wolfsmilch (Euphorbia atropurpurea Brouss. ex Willd.)
- Euphorbia atrox S.Carter
- Euphorbia attastoma Rizzini
- Euphorbia aureoviridiflora (Rauh) Rauh
- Euphorbia avasmontana Dinter
- Euphorbia awashensis M.G.Gilbert
- Euphorbia baga A.Chev.
- Euphorbia baioensis S.Carter
- Euphorbia baleensis M.G.Gilbert
- Euphorbia baliola N.E.Br.
- Euphorbia ballyana Rauh
- Euphorbia ballyi S.Carter
- Balsam-Wolfsmilch (Euphorbia balsamifera Aiton)
- Euphorbia banae Rauh
- Euphorbia baradii S.Carter
- Euphorbia barbicollis P.R.O.Bally
- Euphorbia bariensis S.Carter
- Euphorbia barnardii A.C.White, R.A.Dyer & B.Sloane
- Euphorbia barnhartii Croizat
- Euphorbia bayeri L.C.Leach
- Euphorbia baylissii L.C.Leach
- Euphorbia beharensis Leandri
- Euphorbia beillei A.Chev.
- Euphorbia bemarahaensis Rauh & Mangelsdorff
- Euphorbia bergeri N.E.Br.
- Euphorbia bergii A.C.White, R.A.Dyer & B.Sloane
- Euphorbia berorohae Rauh & Hofstätter
- Euphorbia berotica N.E.Br.
- Euphorbia bertemariae Bisseret & Dioli
- Euphorbia berthelotii Bolle ex Boiss.
- Euphorbia biaculeata Denis
- Euphorbia biharamulensis S.Carter
- Euphorbia bitataensis M.G.Gilbert
- Euphorbia blepharadena O.L.M. Silva & Cordeiro:  Sie kommt in Brasiliens Bundesstaat Minas Gerais vor.[20]
- Euphorbia boinensis Denis ex Humbert & Leandri
- Euphorbia boissieri Baill.
- Euphorbia boiteaui Leandri
- Euphorbia bokorensis H.Toyama & Tagane: Sie kommt in Kambodscha,[21] Laos,[22] und Vietnam[23] vor.
- Euphorbia bolusii N.E.Br.
- Euphorbia bongolavensis Rauh
- Euphorbia borenensis M.G.Gilbert
- Euphorbia bosseri Leandri
- Euphorbia bottae Boiss.
- Euphorbia bougheyi L.C.Leach
- Euphorbia bourgaeana Gay ex Boiss.
- Euphorbia brachiata (Klotzsch) Boiss.
- Euphorbia brachyphylla Denis
- Euphorbia brakdamensis N.E.Br.
- Euphorbia brassii P.I.Forst.
- Euphorbia braunsii N.E.Br.
- Euphorbia bravoana Svent.
- Euphorbia breviarticulata Pax
- Euphorbia brevirama N.E.Br.
- Euphorbia brevis N.E.Br.
- Euphorbia brevitorta P.R.O.Bally
- Euphorbia broussonetii Willd. ex Link
- Euphorbia brunellii Chiov.
- Euphorbia bruynsii L.C.Leach
- Euphorbia bubalina Boiss.
- Euphorbia bulbispina Rauh & Razaf.
- Euphorbia bupleurifolia Jacq.
- Euphorbia burgeri M.G.Gilbert
- Euphorbia burmannii (Klotzsch) E.Mey. ex Boiss.
- Euphorbia buruana Pax
- Euphorbia bussei Pax
- Euphorbia bwambensis S.Carter
- Euphorbia cactus Ehrenb. ex Boiss.
- Euphorbia caducifolia Haines
- Euphorbia caerulans Pax
- Euphorbia caerulescens Haw.
- Euphorbia calamiformis P.R.O.Bally
- Euphorbia californica Benth.
- Euphorbia caloderma S.Carter
- Euphorbia cameronii N.E.Br.
- Kanaren-Wolfsmilch (Euphorbia canariensis L.)
- Euphorbia candelabrum Kotschy
- Euphorbia cannellii L.C.Leach
- Rasen-Wolfsmilch (Euphorbia capitulata Reichenb)
- Euphorbia capmanambatoensis Rauh
- Euphorbia capsaintemariensis Rauh
- Euphorbia capuronii Ursch & Leandri
- Euphorbia caput-aureum Denis
- Euphorbia caput-medusae L.
- Euphorbia carteriana P.R.O.Bally
- Euphorbia carunculifera L.C.Leach
- Euphorbia cassythoides Boiss.
- Euphorbia cataractarum S.Carter
- Euphorbia caterviflora N.E.Br.
- Euphorbia cattimandoo W.Ell.
- Euphorbia cedrorum Rauh & Hebding
- Euphorbia celata R.A.Dyer
- Euphorbia cereiformis L.
- Palisaden-Wolfsmilch (Euphorbia characias L.)
- Euphorbia charleswilsoniana V.Vlk
- Euphorbia chersina N.E.Br.
- Euphorbia cibdela N.E.Br.
- Euphorbia clandestina Jacq.
- Euphorbia classenii P.R.O.Bally & S.Carter
- Euphorbia clava Jacq.
- Euphorbia clavarioides Boiss.
- Euphorbia clavigera N.E.Br.
- Euphorbia clivicola R.A.Dyer
- Euphorbia colliculina A.C.White, R.A.Dyer & B.Sloane
- Euphorbia colubrina P.R.O.Bally & S.Carter
- Euphorbia columnaris P.R.O.Bally
- Euphorbia comosa Vell.
- Euphorbia complexa R.A.Dyer
- Euphorbia confinalis R.A.Dyer
- Euphorbia confluens Nel
- Euphorbia congestiflora L.C.Leach
- Euphorbia consobrina N.E.Br.
- Euphorbia conspicua N.E.Br.
- Euphorbia contorta L.C.Leach
- Euphorbia cooperi N.E.Br. ex A.Berger
- Euphorbia copiapina Phil.
- Korallen-Wolfsmilch (Euphorbia corallioides L.)
- Euphorbia cornastra (Dressler) Radcl.-Sm.
- Euphorbia corniculata R.A.Dyer
- Euphorbia corymbosa N.E.Br.
- Euphorbia cotinifolia L.
- Euphorbia crassipes Marloth
- Euphorbia cremersii Rauh & Razaf.
- Euphorbia crispa (Haw.) Sweet
- Euphorbia croizatii Leandri
- Euphorbia cryptocaulis M.G.Gilbert
- Euphorbia cryptospinosa P.R.O.Bally
- Euphorbia cucumerina Willd.
- Euphorbia cumulata R.A.Dyer
- Euphorbia cuneata Vahl
- Euphorbia cuneneana L.C.Leach
- Euphorbia cuprispina S.Carter
- Euphorbia curocana L.C.Leach
- Euphorbia curvirama R.A.Dyer
- Euphorbia cussonioides P.R.O.Bally
- Euphorbia cylindrica Marloth ex A.C.White, R.A.Dyer & B.Sloane
- Euphorbia cylindrifolia Marn.-Lap. & Rauh
- Euphorbia dalettiensis M.G.Gilbert
- Euphorbia damarana L.C.Leach
- Euphorbia darbandensis N.E.Br.
- Euphorbia dasyacantha S.Carter
- Euphorbia dauana S.Carter
- Euphorbia davyi N.E.Br.
- Euphorbia dawei N.E.Br.
- Euphorbia debilispina L.C.Leach
- Euphorbia decaryi Guillaumin
- Euphorbia decepta N.E.Br.
- Euphorbia decidua P.R.O.Bally
- Euphorbia decliviticola L.C.Leach
- Euphorbia decorsei Drake
- Euphorbia dedzana L.C.Leach
- Euphorbia deflexa Sibth. & Sm.
- Euphorbia deightonii Croizat
- Euphorbia dekindtii Pax
- Euphorbia delphinensis Ursch & Leandri
- Euphorbia demissa L.C.Leach
- Baum-Wolfsmilch (Euphorbia dendroides L.)
- Euphorbia denisiana Guillaumin
- Euphorbia desmondii Keay & Milne-Redh.
- Euphorbia despoliata (Menezes) Monod.
- Euphorbia dhofarensis S.Carter
- Euphorbia dichroa S.Carter
- Euphorbia didiereoides Denis ex Leandri
- Euphorbia dimorphocaulon P.H.Davis
- Euphorbia discrepans S.Carter
- Euphorbia dispersa L.C.Leach
- Euphorbia dissitispina L.C.Leach
- Euphorbia distinctissima L.C.Leach
- Euphorbia dolichoceras S.Carter
- Euphorbia dregeana E.Mey. ex Boiss.
- Euphorbia dumeticola P.R.O.Bally & S.Carter;
- Euphorbia duranii Ursch & Leandri
- Euphorbia duseimata R.A.Dyer
- Euphorbia echinus Hook.f. & Cosson
- Euphorbia ecklonii (Klotzsch & Garke) Baillon
- Euphorbia eduardoi L.C.Leach
- Euphorbia eilensis S.Carter
- Euphorbia elegantissima P.R.O.Bally & S.Carter
- Euphorbia ellenbeckii Pax
- Euphorbia elliotii Leandri
- Euphorbia enopla Boissier
- Euphorbia enormis N.E.Br.
- Euphorbia enterophora Drake
- Euphorbia ephedroides E.Mey. ex Boiss.
- Euphorbia epiphylloides Kurz
- Euphorbia eranthes R.A.Dyer & Milne-Redh.
- Euphorbia erigavensis S.Carter
- Euphorbia erlangeri Pax
- Euphorbia ernestii N.E.Br.
- Euphorbia esculenta Marloth
- Euphorbia espinosa Pax
- Euphorbia estevesii N.Zimm. & P.J.Braun
- Euphorbia etuberculosa P.R.O.Bally & S.Carter
- Euphorbia eustacei N.E.Br.
- Euphorbia evansii Pax
- Euphorbia excelsa A.C.White & al.
- Euphorbia exilis L.C.Leach
- Euphorbia exilispina S.Carter
- Euphorbia eyassiana P.R.O.Bally & S.Carter
- Euphorbia famatamboay Friedmann & Cremers
- Euphorbia fanshawei L.C.Leach
- Euphorbia fascicaulis S.Carter
- Euphorbia fasciculata Thunb.
- Euphorbia faucicola L.C.Leach
- Euphorbia ferox Marloth
- Euphorbia fianarantsoae Ursch & Leandri
- Euphorbia fiherenensis Poiss.
- Euphorbia filiflora Marloth
- Euphorbia flanaganii N.E.Br.
- Euphorbia flaviana Carneiro-Torres & Cordeiro: Sie kommt in Brasiliens Bundesstaat Bahia vor.[24]
- Euphorbia fruticosa Forssk.
- Euphorbia gariepina Boiss.
- Euphorbia geroldii Rauh
- Euphorbia gillettii P.R.O.Bally & S.Carter
- Kissen-Wolfsmilch (Euphorbia glabrifolia Vis.)
- Euphorbia globulicaulis S.Carter
- Euphorbia glochidiata Pax
- Euphorbia gokakensis Malpure, Chandore & P.J.Yadav: Sie kommt im indischen Bundesstaat Karnataka vor.[25]
- Euphorbia gorgonis A.Berger
- Euphorbia grandicornis Blanc
- Euphorbia greuteri N.Kilian, Kürschner & P.Hein: Sie kommt in Abyan, Jemen vor.[26]
- Euphorbia guiengola W.R.Buck & Huft
- Euphorbia guillauminiana Boiteau
- Euphorbia gymnocalycioides M.Gilbert & S.Carter
- Euphorbia handiensis Burchard
- Euphorbia heptagona L.
- Euphorbia herniariifolia Willd.
- Bechertragende Wolfsmilch (Euphorbia heterophylla L.)
- Euphorbia hirsuta L.
- Euphorbia hypericifolia L.
- Euphorbia iharanae Rauh
- Euphorbia inornata N.E.Br.
- Euphorbia lactea Haw.
- Euphorbia lakshminarasimhanii Malpure et al.: Dieser Endemit kommt nur in Konkan vor.[27]
- Euphorbia ledienii A.Berger
- Euphorbia leuconeura Boiss.
- Euphorbia longipedunculata O.L.M. Silva & Riina: Sie kommt in Brasiliens Bundesstaat Goiás vor.[20]
- Euphorbia longitubicinicyathium Castillon & Castillon: Sie kommt in Madagaskar vor.[28]
- Euphorbia mammillaris L.
- Euphorbia marciae Steinmann; Heimat: Mexico.[29]
- Euphorbia mbuinzauensis Wei, Mwachala, Hu & Wang: Dieser Endemit kommt nur im kenianischen Makueni County vor.[30]
- Euphorbia melitensis Parl.
- Honiggebende Wolfsmilch (Euphorbia mellifera Aiton)
- Euphorbia meloformis Aiton
- Euphorbia microsphaera Boiss.
- Christusdorn (Euphorbia milii Des Moul.)
- Euphorbia millotii Ursch & Leandri
- Euphorbia neohumbertii Boiteau
- Euphorbia neorubella Bruyns
- Euphorbia neriifolia L.
- Nizza-Wolfsmilch (Euphorbia nicaeensis All.)
- Euphorbia obesa Hook. f.
- Euphorbia oblongata Griseb.
- Euphorbia officinarum L.
- Euphorbia pachypodioides Boiteau
- Strand-Wolfsmilch (Euphorbia paralias L.)
- Euphorbia pauliani Ursch & Leandri
- Euphorbia piscidermis M.G.Gilbert
- Euphorbia poissonii Pax
- Euphorbia polygona Haw.
- Euphorbia primulifolia Baker
- Euphorbia pseudodidiereoides J.-P. Castillon & Rajaovelona: Dieser Endemit kommt nur im südlichen Madagaskar vor.[31]
- Weihnachtsstern (Euphorbia pulcherrima Willd. ex Klotzsch)
- Euphorbia pulvinata Marloth
- Euphorbia quadrilatera L.C.Leach
- Euphorbia ravii Narayana: Dieser Endemit kommt nur in indischen Bundesstaat Andhra Pradesh vor.[32]
- Euphorbia rechingeri W.Greuter
- Euphorbia resinifera O.Berg; Heimat: Marokko[16]
- Euphorbia rimireptans Swanepoel, R.W.Becker & Alma Möller: Dieser Endemit kommt nur an der Skelettküste in Namibia vor.[33]
- Robb-Wolfsmilch (Euphorbia robbiae Turrill)
- Euphorbia robivelonae Rauh
- Euphorbia rossii Rauh & Buchloh
- Euphorbia royleana Boiss.
- Euphorbia sakarahaensis Rauh
- Euphorbia sapinii De Wild.
- Euphorbia sepulta P.R.O.Bally & S.Carter
- Euphorbia sobolifera O.L.M.Silva & P.J.Braun: Sie kommt in Brasiliens Bundesstaat Bahia vor.[20]
- Euphorbia spinosa L.
- Euphorbia stellispina Haw.
- Euphorbia sultan-hassei A.Strid et al.: Sie kommt auf Kreata vor.[34]
- Euphorbia susannae Marloth
- Turiner Wolfsmilch (Euphorbia taurinensis All.)
- Euphorbia teres M.Machado & Hofacker
- Euphorbia terracina L.
- Euphorbia tetrangularis Hurbath & Cordeiro: Sie kommt in Brasiliens Bundesstaat Minas Gerais vor.[35]
- Bleistiftstrauch (Euphorbia tirucalli L.)
- Dreikantige Wolfsmilch oder Dreikantige Säulen-Wolfsmilch (Euphorbia trigona Mill.)
- Euphorbia tulearensis (Rauh) Rauh
- Euphorbia turbiniformis Chiov.
- Euphorbia unispina N.E.Br.
- Euphorbia valerianifolia Lam.
- Euphorbia venenifica Kotschy
- Euphorbia venkatarajui Sarojinidevi: Sie wurde 2017 aus den Östlichen Ghats im indischen Bundesstaat Andhra Pradesh erstbeschrieben.[36]
- Euphorbia viguieri Denis
- Euphorbia virosa Willd.
- Euphorbia yildirimlii Dinç
- Euphorbia yucatanensis (Millsp.) Standl.
- Euphorbia zakamenae Leandri
- Euphorbia zambesiana Benth.
- Euphorbia zamudioi V.W.Steinm. & P.Carrillo: Ein Endemit aus dem Sierra Madre Oriental[37]
- Euphorbia zazafotsyensis J.-P.Castillon & Houyelle
- Euphorbia zeylana N.E.Br.
- Euphorbia ziaratensis Pahlevani: Sie kommt in Pakistan vor.[38]
- Euphorbia zierioides Boiss.
- Euphorbia zonosperma Müll.Arg.: Sie kommt in Brasilien vor.[39]
- Euphorbia zoutpansbergensis R.A.Dyer

### Hybriden
- Euphorbia ×andrefandrovana Ursch & Leandri: Sie ist eine Hybride, im botanischen Garten Tsimbazaza in Antananarivo kultiviert, vermutlich aus einer Kreuzung von Euphorbia milii und Euphorbia capuronii entstanden.
- Euphorbia ×ambohipotsiensis Ursch & Leandri: Sie ist eine Hybride, im botanischen Garten Tsimbazaza in Antananarivo kultiviert, vermutlich aus einer Kreuzung von Euphorbia milii und Euphorbia viguieri entstanden.
- Euphorbia ×bothae Lotsy & Goddijn
- Euphorbia ×dentonii hort. ex Anonymous
- Euphorbia ×doinetiana Guillaumin: Hybride aus Euphorbia pseudocactus und Euphorbia franckiana

## Botanische Geschichte
Wie DNA-Untersuchungen von Steinmann und Porter 2002, Steinmann 2003 sowie Bruyns et al. 2006 ergaben, sind die so genannten Satellitengattungen um Euphorbia: Elaeophorbia, Endadenium, Monadenium, Synadenium und Pedilanthus tief in Euphorbia verschachtelt; deshalb wurden sie in die Gattung Euphorbia s. l. überführt.

## Verwendungen
Das Wachs einiger amerikanischer Arten, insbesondere von Euphorbia antisyphilitica, wird als Trennmittel beispielsweise für Süßigkeiten verwendet (siehe Candelillawachs).
Eine große Anzahl von Arten sind beliebte Zierpflanzen. Am bekanntesten sind der Christusdorn (Euphorbia milii) und der Weihnachtsstern (Euphorbia pulcherrima). Beliebte Gartenstauden sind die Mandelblättrige Wolfsmilch (Euphorbia amygdaloides), die Vielfarbige Wolfsmilch (Euphorbia epithymoides) und die Walzen-Wolfsmilch (Euphorbia myrsinites). Für Sammler sukkulenter Pflanzen sind insbesondere kompakte Arten wie Euphorbia obesa und Euphorbia meloformis interessant. Im Winter wird Euphorbia fulgens als Schnittblume angeboten. Etwa ein Viertel der Arten ist sukkulent. 2013 wurde die Gattung vom Bund deutscher Staudengärtner (BdS) zur Staude des Jahres erklärt.

### In der Heilkunde
In der Vergangenheit wurde in der Heilkunde vieler Völker der Milchsaft der früher auch Titimallus genannten Pflanzen (der „Wolfsmilchsaft“, in getrocknetem Zustand früher als Euphorbium oder euforbium gehandelt) als Arzneimittel eingesetzt (Im Mittelalter wurde dem euphorbium auch dragagantum, ein Tragant-Harz, verfälschend beigemischt). Typische Anwendungsfälle für das Wolfsmilchharz (oder Euphorbium-Harz) waren entzündliche Beschwerden wie Hautausschlag, Ekzeme und Tumoren. Auch Präparate zur Behandlung von Augenlinsentrübungen und Gelenkschmerzen wurden daraus hergestellt. Aus dem Milchsaft der (wie die Esels-Wolfsmilch) lateinisch auch esula (wohl von keltisch esu „scharf“) genannten sukkulenten Wolfsmilcharten wie etwa Euphorbia lathyris und Euphorbia resinifera wurde zudem das Wolfsmilchöl (oleum de euforbio) zubereitet. An die Verwendung der Wolfsmilch als Abführmittel (Purgativ) erinnert der englische Trivialname der Gattung „Spurge“. In der alten Heilkunde wurde zur Zubereitung von esula praeparata die Rinde der Wolfsmilchwurzel entweder nach unten (bei Anwendung als Abführmittel) oder nach oben (bei Anwendung als Brechmittel) abgeschält. Wegen der hohen Giftigkeit des Saftes und der dadurch verursachten Nebenwirkungen wird der Milchsaft heutzutage nur noch dort eingesetzt, wo es keinen Zugang zur modernen Medizin gibt.

## Weiterführende Literatur
- Peter V. Bruyns, Cornelia Klak, Pavel Hanáček: Age and diversity in Old World succulent species of Euphorbia (Euphorbiaceae). In: Taxon. Band 60, Nr. 6, 2011, S. 1717–1733 (JSTOR:23210282).
- Madeleine Ernst, Olwen M. Grace, C. Haris Saslis-Lagoudakis, Niclas Nilssonc, Henrik Toft, Nina Rønsted: Global medicinal uses of Euphorbia L. (Euphorbiaceae). In: Journal of Ethnopharmacology, Volume 176, Oktober 2015, S. 90–101 (doi:10.1016/j.jep.2015.10.025).
- Douglas Kemboi, Xolani Peter, Moses Langat, Jacqueline Tembu: A Review of the Ethnomedicinal Uses, Biological Activities, and Triterpenoids of Euphorbia Species. In: Molecules. Band 25, Nr. 17, 4019, 2020 (doi:10.3390/molecules25174019).
- Ki-Ryong Park, Robert K. Jansen: A Phylogeny of Euphorbieae Subtribe Euphorbiinae (Euphorbiaceae) Based on Molecular Data. In: Journal of Plant Biology. Band 50, Nr. 6, 2007, S. 644–649 (doi:10.1007/BF03030608).
- R. Medda Pintus, A. C. Rinaldi, D. Spanò, G. Floris: Euphorbia latex biochemistry: Complex interactions in a complex environment. In: Plant Biosystems. Band 144, Nr. 2, 2010, S. 381–391 (doi:10.1080/11263500903396016).
- N. F. A. Zimmermann, Christiane M. Ritz, F. H. Hellwig: Further support for the phylogenetic relationships within Euphorbia L. (Euphorbiaceae) from nrITS and trnL-trnF IGS sequence data. In: Plant Systematics and Evolution. Band 286, Nr. 1–2, 2010, S. 39–58 (doi:10.1007/s00606-010-0272-7).